# 美國室內設計師協會
美国室内设计师协会( American Society of Interior Designers，ASID ) 是总部位于美国的一家與室内设计有關的非營利組織。它的分会遍布美国和加拿大。  該組織成立於1975年，由兩家室内设计組織合併而成。